# 장바티스트 뒤마

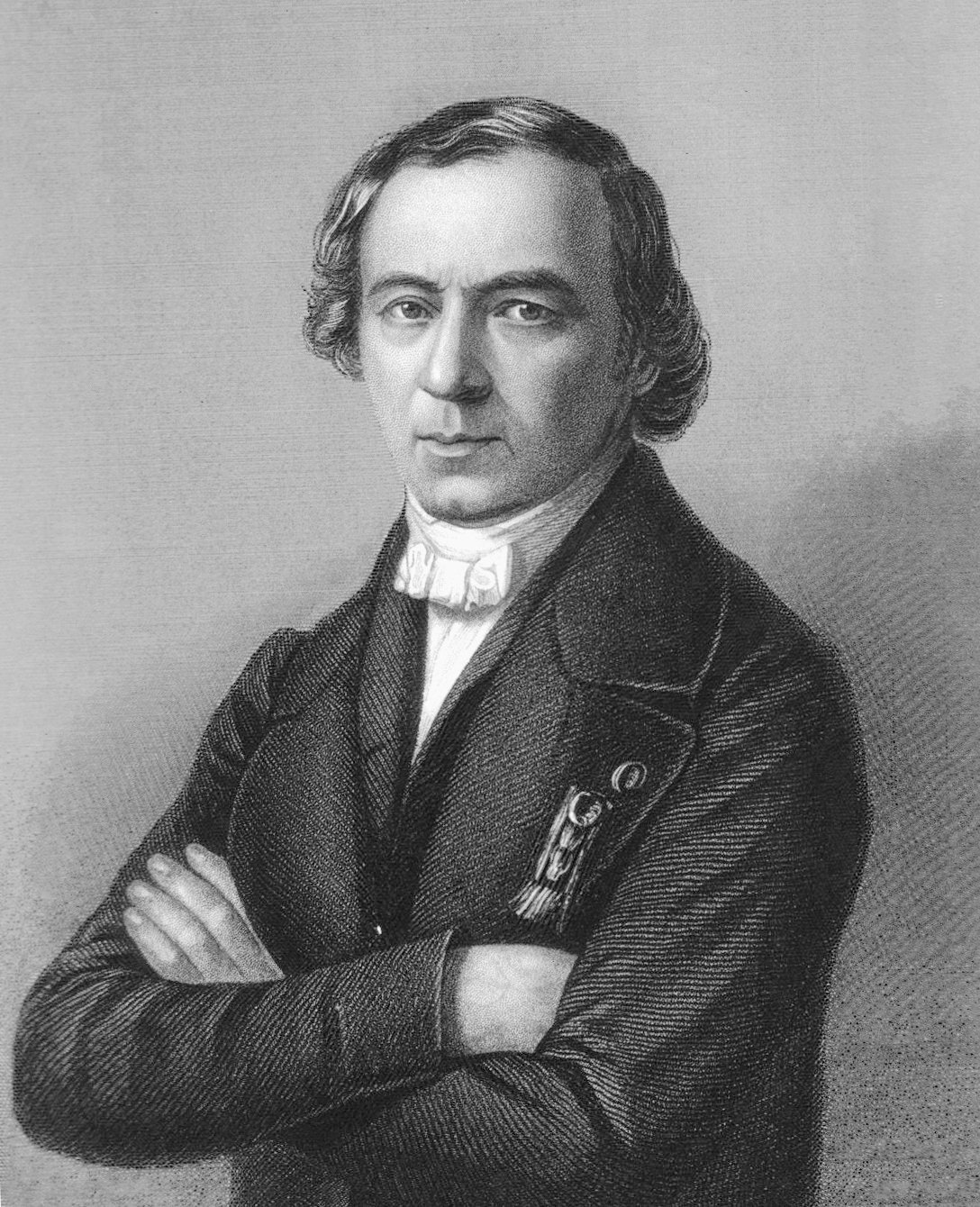
장바티스트 앙드레 뒤마

장바티스트 앙드레 뒤마(프랑스어: Jean-Baptiste André Dumas, 1800년 7월 14일 ~ 1884년 4월 10일)은 프랑스의 화학자이다. 유기체 및 질소의 구성 성분에 대한 분석 및 합성 분야에서 많은 성과를 이룩했으며, 원자량과 분자 질량을 이용해 증기의 밀도를 측정하는 뒤마법을 고안해냈다.

## 같이 보기
- 뒤마법